# Élie Baup
Élie Baup (Saint-Gaudens (Haute-Garonne), 17 maart 1955) is een voormalige Franse voetballer (doelman) die na zijn spelerscarrière als voetbaltrainer aan de slag ging. In het seizoen 1998/99 leidde hij Girondins de Bordeaux naar de Franse landstitel.
Baup werd op woensdag 4 juli 2012 aangewezen als opvolger van trainer-coach Didier Deschamps bij Olympique Marseille. In zijn eerste seizoen eindigde hij met L'OM tweede in de competitie. Op 24 mei 2013 kreeg hij een contractverlenging tot de zomer van 2015.